# George Booth (1er baron Delamer)
George Booth, 1er baron Delamer (août 1622 - 8 août 1684), est un homme politique anglais ayant traversé avec succès la Première révolution anglaise. Il est appelé Sir George Booth, 2e baronnet, de 1652 à 1661, jusqu'à son élévation à la Chambre des lords en tant que pair anglais.

## Guerre civile
George Booth est le fils de William Booth de Dunham Massey et de Margaret Assheton. William Booth est le fils et l'héritier de George Booth, 1er baronnet (1566-1652), de l'ancienne famille établie à Dunham Massey dans le Cheshire, et de son épouse Vere Egerton, fille et cohéritière de Thomas Egerton. Il participe activement à la guerre civile aux côtés de son grand-père, George Booth, du côté des parlementaires. Il est élu au Long Parlement en tant que député du Cheshire en 1645.

## Interrègne
George Booth est nommé au Parlement de Barebone pour le Cheshire en 1653 et est élu député du Cheshire au Parlement du Premier Protectorat en 1654 et au Parlement du Second Protectorat en 1656. En 1655, il est nommé commissaire militaire du Cheshire et trésorier à la guerre. Il est l'un des membres exclus qui tentent sans succès de retrouver leur siège au Parlement croupion, restauré après la chute de Richard Cromwell en 1659.
Les royalistes le considèrent depuis quelque temps comme un fervent partisan de leur cause. En mai 1659, il est décrit au roi comme « très considérable dans son comté, presbytérien d’avis, pourtant si moral.   […] Je pense que Votre Majesté peut compter [sur] en toute sécurité sur lui et sur ses promesses considérables et sincères ». Il est ainsi l'un des principaux chefs des nouveaux royalistes qui s(unissent aux Cavaliers pour effectuer la Restauration.
Un soulèvement est organisé le 5 août 1659 dans plusieurs districts et Booth reçoit une commande de Charles II pour prendre le commandement des forces révolutionnaires dans le Lancashire, le Cheshire et le nord du Pays de Galles.
Après avoir pris le contrôle de Chester le 19 août, il publie une proclamation déclarant que « des armes avaient été prises pour défendre la liberté du Parlement, des lois connues, de la liberté et de la propriété », puis se dirigèrent vers York. L'intrigue, cependant, est connue de John Thurloe. Ayant été repoussé dans d’autres parties du pays, les forces en progression de Lambert battent les hommes de Booth lors de la bataille de Winnington Bridge, près de Northwich,. Booth lui-même s'échappe déguisé en femme, mais est découvert à Newport Pagnell le 23 août alors qu'il se rasait et est emprisonné dans la tour de Londres.

## Restauration
Cependant, Booth est rapidement libéré et retrouve son siège au Parlement de la Convention en 1660. Il est l’un des douze membres nommés pour porter le message de la Chambre des communes à Charles II à La Haye. Selon le Journal de la Chambre des communes du 30 juillet 1660, il reçoit une subvention de 10 000 £ en juillet 1660, après avoir refusé la plus grande somme de 20 000 £ initialement offerte. Le 20 avril 1661, à l'occasion du couronnement, il a été créé baron Delamer, avec une licence pour nommer six nouveaux chevaliers. La même année, il est nommé Custos Rotulorum de Cheshire.
Au cours des dernières années, il se montre fermement opposé à la politique réactionnaire du gouvernement. Il meurt le 8 août 1684 et est enterré dans la chapelle de Booth à l'église de Bowdon.

## Famille
Il se marie avec Catherine Clinton, fille et cohéritière de Theophilus Clinton (4e comte de Lincoln), avec qui il a une fille, Vera Booth. Après la mort de sa première femme, il épouse Elizabeth Grey, fille de Henry Grey (1er comte de Stamford), avec laquelle, outre cinq filles, il a sept fils, dont le second, Henry, qui lui succède. Henry est ensuite créé comte de Warrington. Bien que ce titre se soit éteint à la mort du 2e comte en 1758, la baronnie de Delamer passe une autre génération, s'éteignant avec la mort du 4e baron en 1770. Le titre de baronnet passe à un lointain cousin, le révérend George Booth, recteur de Ashton-under-Lyne. Le titre Delamer est ensuite recréé (sous le nom de Delamere) en 1821 pour la famille Cholmondeley, parents des marquis de Cholmondeley et des baronnets de Cholmeley.
Il a de sa première épouse :
- Vere Booth (19 juillet 1643-14 novembre 1717) célibataire; Maison Canonbury, Islington

Avec sa deuxième épouse :
- William Booth (17 avril 1648-20 janvier 1661)
- Henry Booth (1er comte de Warrington) (13 janvier 1652-2 janvier 1693/94)
- Charles Booth, mort à Paris
- George Booth, mort en 1726, marié à Lucy Robartes
- Très révérend Robert Booth (1662-8 août 1730)
- Elizabeth Booth, mariée à Edward Conway (1er comte de Conway) sans descendance
- Diana Booth, mariée en 1677, à Ralph Delaval ; remariée le 21 octobre 1699, à Sir Edward Blackett (2e baronnet)
- Cecil Booth, célibataire
- Ann Booth, morte jeune
- Jane Booth, morte jeune
- Sophia Booth, morte jeune
- Nevill Booth (1667-1685), aventurier marchand